# Palækoncerterne
Palækoncerterne, opkaldt efter
Koncertpalæet, nu Odd Fellow Palæet i København,
stiftedes 1896 af musikforlægger Alfred Wilhelm Hansen
og kapelmester Joachim Andersen med det formål i
palæets store sal at foranstalte gode populære koncerter på
søndag eftermiddage til billige priser.
Institutionen, der har fået støtte af stat og kommune
og fra privat side, var med sine ca. 20 årlige
koncerter (for orkester og med solister) et
værdifuldt led i hovedstadens musikliv.
Palækoncerterne blev oprindelig ledet af Joachim Andersen,
til 1909; derefter var Frederik Schnedler-Petersen (1867-1938) dirigent til 1931.